# Egger
Egger este o companie producătoare de semifabricate din lemn din Austria.
Este o afacere de familie care a fost fondată în anul 1961 și este unul dintre primii trei mari producători de semifabricate din lemn din Europa, având o cotă de piață de circa 11% pe sectorul plăcilor aglomerate din așchii de lemn și de produse înnobilate din lemn.
Compania realizează prin cele 22 fabrici din Europa (Austria, Germania, Franța, Marea Britanie, Polonia, România, Rusia, Italia și Turcia), America de Nord (Statele Unite ale Americii) și America de Sud (Argentina) plăci aglomerate din lemn și plăci melaminate pe care ulterior le prelucrează superior .
Grupul are peste 11.200 de angajați la nivel mondial.
În Romania, Egger are 870 de angajați, dintre care majoritatea sunt pe platforma industrială din Rădăuți. Obiectivul companiei este ca la finele anului 2022 să ajungă la 900 de angajați în România.
Combinatele de prelucrare a lemnului asigură livrarea de produse pentru industria de mobilă, comerțul cu produse pe bază de lemn, inclusiv de parchet, cât și pentru șantierele de construcții.
Egger livrează pe piețele din întreaga lume în jur de 9,6 milioane metri cubi de semifabricate din lemn.
Trei sferturi din produsele realizate sunt valorificate superior prin aplicare de straturi și înnobilare.
Egger este liderul de piață în Europa, ocupând circa 10 % din piață în anul 2006.

## Egger în România
Egger este prezentă și în România, unde deține fabrica din Rădăuți, care este una dintre cele mai mari investiții green field în România, cu 210 milioane de euro investițe până în 2009 în primul stagiu de construcție.
În toamna anului 2008, a început producția plăcilor de material lemnos la fabrica din Rădăuți, producția fiind destinată atât pieței din România, cât și exportului.
Tehnologia constă în cele mai noi utilaje existente, astfel încât fabrica Egger este una din cele mai moderne fabrici de prelucrare a lemnului din lume.
Capacitatea de producție a PAL-ului brut este de 600.000 metri cubi / an.
În ianuarie 2009, Egger a anunțat că va investi 40 de milioane de euro într-o fabrică de adezivi cu cea mai nouă tehnologie, în Rădăuți, precum și 13 milioane de euro într-o centrală pe bază de biomasă cu o capacitate de ardere de 40,5 MW, care va utiliza drept combustibil deșeurile lemnoase și lemnul reciclabil care nu pot fi utlizate în producție, rezultate de la fabrica din Rădăuți.